# روستای سرجولکی
روستای سرجولکی نام روستایی در دهستان سرجولکی بخش جولکی شهرستان آغاجاری، استان خوزستان در ایران است. براساس سرشماری مرکز آمار ایران در سال ۱۳۹۵، جمعیت آن ۱۰۰۵ نفر (۲۶۰ خانوار) بوده‌است.